# نیکولای گورباچف
نیکولای گورباچف (روسی: Николай Степанович Горбачёв؛ ۱۵ مهٔ ۱۹۴۸ – ۹ آوریل ۲۰۱۹) قایقران کانو اهل اتحاد جماهیر شوروی سوسیالیستی بود.